# 杜聯齊
杜聯齊（1908年3月22日—1963年5月2日），字穎陶，曾用名杜璟、聯齋，以字行(即杜穎陶)。筆名有：綠依、野鹤、北嬰、伯英、剑啸、云生、云士、澀齋、清商、雷南、洛、微等。天津楊柳青鎮人，父親杜彤。
杜聯齊在新疆迪化（即烏魯木齊）出生，7歲回天津，在楊柳青鎮上小學（那時學制是四年初小，三年高小）。中學在天津南開中學上課，與萬家寶（即曹禺）、劉嘉祥（入读清华）是同班好友。1925年入北平藝術專門學校戏剧系，1929年转北平民国学院经济系学习，并于民國大學畢業。为中國戲曲研究學者、戏剧史家，長期從事戲曲史研究。
杜聯齊中学时期先對話劇、外國戲劇發生興趣。因受“五四”运动的影响，倾心于话剧，并为批判旧剧而潜心研究旧剧，結果卻深刻認識到中國舊劇在思想和藝術上的重要價值，其後興趣轉向舊劇。曾從紅豆館主、包丹庭學京戲，並從戲劇前輩曹心泉學崑曲。對于皮簧崑曲都有心得。能拉胡琴、二胡。杜認識陳墨香、京劇名角程硯秋；并爲程硯秋整理《玉霜簃藏曲》，印成一本目錄小册。

## 家庭
1929年9月前居于杨柳青、天津城区，父亲去世后与母亲（劉氏）、四姐（聯溎）、幼姐（联喆）迁北平，住西城旧帘子胡同十五号。1932年與俞淑芸女士結婚。

## 事业
1932年在程硯秋、金仲蓀主持的南京中國戲曲音樂院北平分院研究所（後改為中國戲曲音樂院）任研究員兼圖書館主任。1949年任程硯秋劇團秘書，並到西北各地調查民間戲曲。
1951年任中國戲曲研究院編輯處資料室主任、戲曲史組組長。一直堅持古典戲曲文獻的整理及研究工作,為中國古典戲曲研究及資料收藏整理作出了巨大貢獻。
1949年初，与程砚秋等赴西北调查戏曲。该次到大西北的重要收获是在南疆首埠喀什发现一位硕果僅存的维族老音乐家哈西木，他是当时尚精通木卡姆十二套古曲的极少数人之一。后来哈西木老人被接到迪化录音，将隋唐时代燕乐中的疏勒之部，北宋以来已渐失传的维族传统古典乐保留了下来。
1951年随剧团秋声社赴中南及大西南地区，先后演出于武汉、重庆和昆明。并为宜昌建新剧场捐款，又在汉口为志愿军荣誉军人演慰问戏。期间杜颖陶和程砚秋的主要的大部时间放在对汉、楚、越、川剧、巫师戏、滇剧及云南花灯等地方戏曲的学习和调查研究上面。

## 论述、著作
曾署名、笔名于1930年代在《劇學月刊》上登載過文章，1940年代也在北平《華北日報》的《俗文學》周刊登載過文章 。
曾編著有《記玉霜簃所藏鈔本戲曲》、《秦腔源流質疑》（與程硯秋合寫）。解放前发表论著有《二黄来源考》、《二黄的起源及其与宜黄、四平的关系》、《北曲音韵考》、《论阴出阳收》、《论务头》、《南曲的乙凡》、《十三辙》、《尖团字及上口字》等，受到学术界的重视。解放后出版的著作有1955年的《董永沉香合集》和1957年的《岳飛故事戲曲說唱集》。